# Fast and Furious 7
Pour les articles homonymes, voir The Fast and the Furious.
Série Fast and Furious
Fast and Furious 6
(2013) Fast and Furious 8
(2017)
Pour plus de détails, voir Fiche technique et Distribution.
Fast and Furious 7 est un film d'action américain sorti en 2015, réalisé par James Wan et écrit par Chris Morgan.
C'est l'un des plus gros succès du box-office mondial et le plus gros succès de la saga.

## Synopsis
Après avoir vaincu Owen Shaw (Luke Evans) et sa bande, et avoir obtenu l'amnistie, Dominic Toretto (Vin Diesel), Brian O’Conner (Paul Walker) et leurs amis sont de retour aux États-Unis pour mener à nouveau une vie de famille tranquille. Brian commence à s'habituer à sa vie de père tandis que Dom tente d'aider Letty (Michelle Rodriguez) à retrouver la mémoire en la ramenant aux Race Wars (« Guerres de courses ») ; cependant, après une altercation avec Hector (Noel Gugliemi), un de leurs vieux amis et organisateur du tournoi, elle s'en va. Plus tard, Dom la retrouve au cimetière devant sa tombe, persuadée qu'elle ne retrouvera jamais la mémoire. Alors que Dom se prépare à la détruire, Letty l’arrête, insistant sur le fait que la Letty qu'il a connue est morte le jour où elle a perdu la mémoire, et que c'est donc une nouvelle Letty qu'il a en face de lui. Sur ces mots, Letty abandonne Dom et disparaît en voiture. Au début du film, le frère aîné de Owen, Deckard Shaw (Jason Statham), s'est introduit par effraction dans l’hôpital sécurisé où Owen se trouve dans le coma et a juré de le venger de Dom et son équipe.
Shaw s'introduit ensuite par effraction dans le bureau de Hobbs (Dwayne Johnson) au siège du Diplomatic Security Service. Alors qu'il est pris sur le fait par Hobbs en train de télécharger les profils de l'équipe de Dom, Shaw dévoile son identité et se jette sur Hobbs. Durant la bagarre, il s'enfuit en lançant une bombe sur Hobbs et sa partenaire, Elena Neves (Elsa Pataky), les projetant du haut de l'immeuble sur le toit d'une voiture. Grièvement blessé, Hobbs est transféré d'urgence à l'hôpital par Elena qui est sortie indemne de la chute. Dans le même temps, Dom apprend que sa sœur Mia (Jordana Brewster) est de nouveau enceinte, et la convainc d’en parler à Brian malgré ses réticences. Cependant, une bombe, cachée dans un colis en provenance de Tokyo, explose et détruit la maison de Toretto quelques secondes après que Han (Sung Kang), un des membres de son équipe, soit assassiné par Shaw à Tokyo. Plus tard, Dom rend visite à Hobbs à l'hôpital où il apprend que Shaw est un ex-assassin des forces spéciales cherchant à venger son frère. Dom part alors à Tokyo pour ramener le corps de Han. Il rencontre là-bas Sean Boswell (Lucas Black), un ami de Han, qui lui rend quelques affaires personnelles trouvées sur le lieu de l'accident, dont la croix en argent qui lie Dom à Letty.
Aux funérailles de Han à Los Angeles, tous les membres de l'équipe, dont Roman Pearce (Tyrese Gibson) et Tej Parker (Chris Bridges), sont présents. Roman fait le vœu de ne plus vouloir assister à aucun autre enterrement, mais Brian lui fait remarquer qu'il en reste toujours un et d'importance, celui de Shaw. Soudain, Dom remarque une voiture qui les observe, il sait que c'est Shaw et part à sa poursuite. Un jeu de poker-menteur s'engage alors entre les deux hommes à bord de leurs bolides, qui se termine par une collision frontale. Tandis qu'ils se préparent à se battre, Shaw s'éclipse au moment où arrive sur les lieux une équipe des services secrets menée par Frank Petty (plus communément appelé M. Personne) (Kurt Russell). Petty informe Dom qu'il va l'aider à arrêter Shaw à condition qu’il l'aide à stopper un mercenaire du nom de Mose Jakande (Djimon Hounsou), récupérer « l'œil de Dieu » — un programme informatique qui utilise tous les terminaux numériques pour traquer une personne en particulier — et libérer sa créatrice, une hackeuse nommée Ramsey (Nathalie Emmanuel), des mains des hommes de Jakande. Dom fait appel à Brian, Letty, Roman et Tej pour l'aider. Brian promet alors à Mia qu'après la mort de Shaw, il se dévouera entièrement à sa vie de père de famille. Pour sauver Ramsey, l'équipe se jette depuis un avion au-dessus des montagnes du Caucase avec leurs voitures, prend en embuscade le convoi de Jakande et libère Ramsey. Ils se rendent ensuite à Abou Dabi où un milliardaire a acheté la voiture dans laquelle est cachée la mémoire USB contenant « l'œil de Dieu ». L'équipe entre alors par effraction dans son appartement situé dans un étage élevé des Etihad Towers et parvient à voler la clé USB. Mais Shaw les retrouve et se bat contre Dom. Accompagné par Brian, Dom traverse deux immeubles avec la voiture du milliardaire jusqu'à sa destruction. Tout le monde arrive néanmoins de justesse à s'en sortir vivant.
Grâce à « l'œil de Dieu », l'équipe de Dom retrouve Shaw qui se cache dans une usine éloignée. Dom, Brian, Petty et son unité sont sur le point de le capturer alors qu'il est tranquillement en train de dîner seul quand ils sont pris en embuscade par Jakande et sa milice qui ont fait alliance avec Shaw. S'ensuit un combat : les hommes de Petty sont tués, Petty est blessé alors qu'il prend la fuite avec Dom et Brian, et Jakande récupère « l'œil de Dieu ». Sur le chemin du retour, Petty alerte Dom et Brian de l'intention de Jakande d'utiliser « l'œil de Dieu » pour traquer Ramsey. Puis, ils arrêtent la voiture, laissant Petty sur le bord de la route où un hélicoptère s'apprête à l'évacuer. L'équipe décide alors de rentrer à Los Angeles, que ses membres connaissent bien, pour affronter Shaw, Jakande et ses hommes. Dom envisage de s'occuper de Shaw tandis que Brian et le reste de la bande se préparent à suivre Jakande et reprendre le contrôle de « l'œil de Dieu ». Au même moment, Mia révèle à Brian qu'elle est enceinte d'un deuxième enfant, une fille.
Alors que Jakande poursuit Brian et le reste de la bande à bord d'un hélicoptère furtif et d’un drone, se servant de « l'œil de Dieu » pour traquer Ramsey, l'équipe utilise de son côté Ramsey pour pirater le programme. Hobbs, voyant à la télévision l'équipe en difficulté, sort de l'hôpital et détruit le drone en l'éperonnant avec une ambulance. Après que Brian a réussi à re-détourner le signal du programme à son portable, Ramsey termine avec succès le piratage, reprend le contrôle de « l'œil de Dieu » et parvient à le mettre hors service. Dans le même temps, Dom et Shaw s'engagent dans une bagarre dans un parking avant que Jakande n'intervienne en les attaquant tous les deux. Shaw est arrêté après qu'une partie du garage s'est effondrée sous lui. Dom s'attaque ensuite à Jakande en envoyant son véhicule sur l'hélicoptère. Si Dom manque de peu la cible, il réussit quand même à accrocher un sac rempli de grenades sur l'hélicoptère avant de s'écraser avec sa voiture. Hobbs tire ensuite sur le sac de grenades, détruisant ainsi l’hélicoptère et tuant Jakande. Voyant Dom inconscient, l’équipe craint qu'il ne soit mort. Alors que Letty prend Dom dans ses bras, elle lui révèle qu'elle a retrouvé la mémoire. Elle se rappelle même la cérémonie de leur mariage intime à Saint-Domingue. Dom reprend conscience juste après et dit : « C'est pas trop tôt ».
Plus tard, Shaw est emmené en secret par Hobbs dans une prison de haute sécurité de la CIA. Pendant ce temps, sur la plage, Brian et Mia jouent avec leur fils Jack tandis que Dom, Letty, Roman, Tej et Ramsey les observent, appréciant leur bonheur et prenant conscience que Brian est mieux ainsi, avec sa famille. Dom part en silence, mais Brian le rattrape. Dom se remémore les moments qu'il a eu avec Brian, ils se disent au revoir et partent chacun vivre leur vie de leur côté.

## Fiche technique
Sauf indication contraire, les informations mentionnées dans cette section peuvent être confirmées par la base de données cinématographiques IMDb,  présente dans la section « Liens externes ».
- Titre original : Furious 7[Note 1]
- Titre français : Fast and Furious 7
- Titre québécois : Dangereux 7
- Réalisation : James Wan
- Scénario : Chris Morgan, d'après les personnages créés par Gary Scott Thompson
- Musique : Brian Tyler
- Direction artistique : Ravi Bansal, Jonathan Carlos, Jay Pelissier, Alan Hook et Desma Murphy
- Décors : Bill Brzeski
- Costumes : Sanja Milkovic Hays
- Photographie : Marc Spicer et Stephen F. Windon
- Son : Jason Chiodo, Bill Meadows, Frank A. Montaño, Jon Taylor
- Montage : Christian Wagner, Leigh Folsom Boyd, Dylan Highsmith et Kirk M. Morri
- Production : Vin Diesel, Neal H. Moritz et Michael Fottrell
  - Production déléguée : Chris Morgan, Amanda Lewis et Samantha Vincent
  - Production associée : F. Valentino Morales
  - Coproduction : Brandon Birtell et Adam McCarthy
- Sociétés de production : Universal Pictures, Original Film, One Race Films
- Sociétés de distribution : Universal Pictures, United International Pictures
- Budget : initialement 190 millions de $[1]
- Pays d'origine :  États-Unis
- Langue originale : anglais, thaï, arabe, espagnol
- Format : couleur - 35 mm (anamorphic) / D-Cinema - 2,39:1 (Cinémascope) - son Dolby Digital | Datasat | Dolby Surround 7.1 | Dolby Atmos | Auro 11.1 | SDDS | DTS
- Genres : action, aventure, thriller
- Durée : 137 minutes
- Dates de sortie :
  - États-Unis : 16 mars 2015 (première mondiale au festival South by Southwest à Austin (Texas)) ; 3 avril 2015 (sortie nationale)
  - France : 1er avril 2015 (sortie nationale) ; 7 septembre 2017 (Festival du cinéma américain de Deauville)
  - Belgique, Suisse romande : 1er avril 2015
  - Émirats arabes unis : 2 avril 2015
  - Canada, Québec[2] : 3 avril 2015
- Classification :
  - États-Unis : accord parental recommandé, film déconseillé aux moins de 13 ans (PG-13 - Parents Strongly Cautioned)[Note 2]
  - Canada :
    - Alberta / Colombie-Britannique : les enfants de moins de 14 ans doivent être accompagnées d'un adulte (14A - 14 Accompaniment)
    - Ontario / Manitoba : certaines scènes peuvent heurter les enfants - accord parental souhaitable (PG - Parental Guidance)
    - Québec : 13 ans et plus (13+ / 13 years and over).

  - Japon : tous publics - pas de restriction d'âge (Eirin - G)
  - France : tous publics avec avertissement lors de sa sortie[3],[4],[Note 3]

## Distribution
- Vin Diesel (VF : Frédéric van den Driessche ; VQ : Thiery Dubé) : Dominic Toretto
- Paul Walker (VF : Guillaume Lebon ; VQ : Martin Watier)  : Brian O'Conner
- Dwayne Johnson (VF : David Krüger ; VQ : Benoit Rousseau)  : Luke Hobbs
- Jason Statham (VF : Boris Rehlinger ; VQ : Sylvain Hétu)   : Deckard Shaw
- Michelle Rodriguez (VF : Laëtitia Lefebvre ; VQ : Camille Cyr-Desmarais) :   Leticia "Letty" Ortiz
- Jordana Brewster (VF : Cécile d'Orlando ; VQ : Aline Pinsonneault)  : Mia Toretto
- Tyrese Gibson (VF : Bruno Henry ; VQ : Patrick Chouinard)  Roman Pearce
- Ludacris (VF : Jean-Baptiste Anoumon ; VQ : Martin Desgagné)   : Tej Parker
- Djimon Hounsou (VF : Frantz Confiac ; VQ : Videmir Normil)  : Mose Jakande
- Tony Jaa : Louie Kiet
- Ronda Rousey : Kara
- Nathalie Emmanuel (VF : Victoria Grosbois ; VQ : Aurélie Morgane)  : Megan Ramsey
- Kurt Russell (VF : Philippe Vincent ; VQ : Pierre Auger)  Mr Personne (M. Nobody en VO)
- Sung Kang (VF : Damien Ferrette ; VQ : Joël Legendre)  : Han Lue (images d'archives)
- Gal Gadot (VF : Ingrid Donnadieu) : Gisele Harabo (images d'archives)
- Lucas Black (VF : Fabien Jacquelin ; VQ : Hugolin Chevrette-Landesque)  : Sean Boswell
- Elsa Pataky (VF : Dorothée Pousséo ; VQ : Ariane-Li Simard-Côté)  : Elena Neves
- Eden Estrella : Samantha Hobbs
- Noel Gugliemi (VF : Yann Guillemot) : Hector
- John Brotherton (VF : Loïc Houdré) : Sheppard
- Ali Fazal : Safar
- Luke Evans (VF : Raphaël Cohen) : Owen Shaw
- Iggy Azalea : la femme pilote[5] (caméo)
- Romeo Santos (VF : Emmanuel Garijo) : Mando
- T-Pain : DJ
- Klement Tinaj (caméo)
- Lil' Bow Wow (VF : Diouc Koma ; VQ : Gilbert Lachance) : Twinkie (images d'archives)
- Nathalie Kelley : Neela (images d'archives)
- Tego Calderón (VF : Benjamin Penamaria ; VQ : François Trudel) : Tego Leo (images d'archives)
- Don Omar (VF : Emmanuel Garijo ; VQ : Guillaume Champoux) : Rico Santos (images d'archives)
- Cody Walker et Caleb Walker : Brian O'Conner (quelques scènes à la suite du décès de Paul Walker)

Version française Symphonia films,; Version québécoise sur Doublage Québec

Photos des acteurs principaux
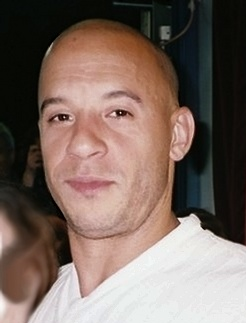
Vin Diesel interprète Dominic Toretto
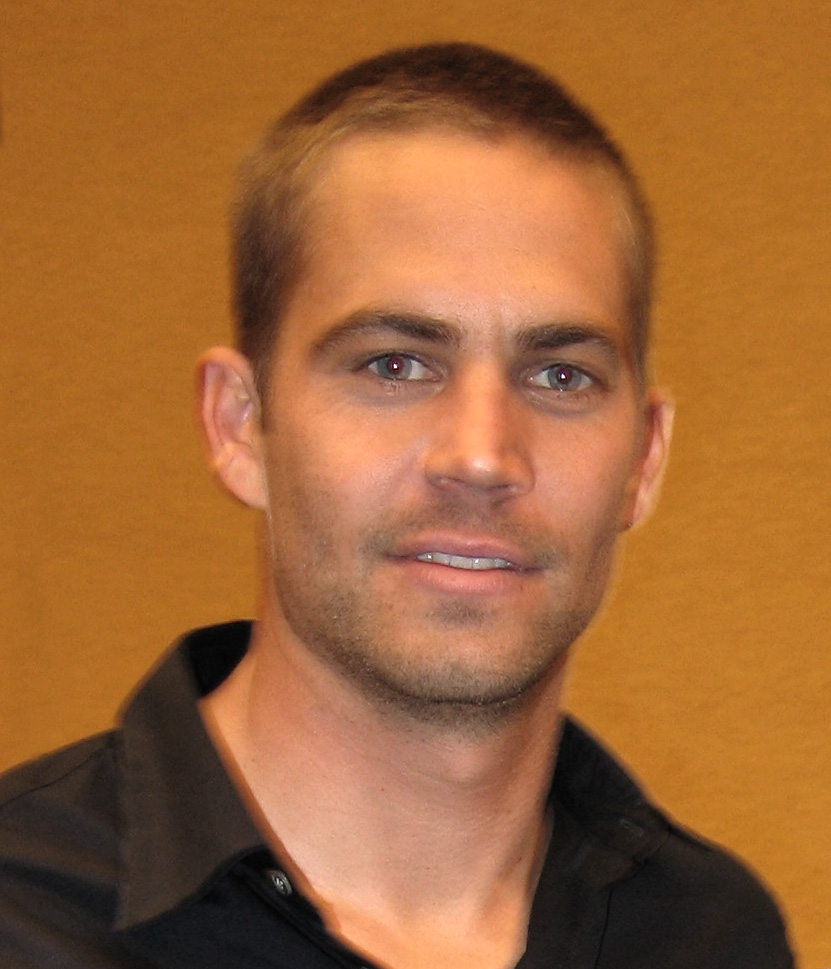
Paul Walker interprète Brian O'Conner
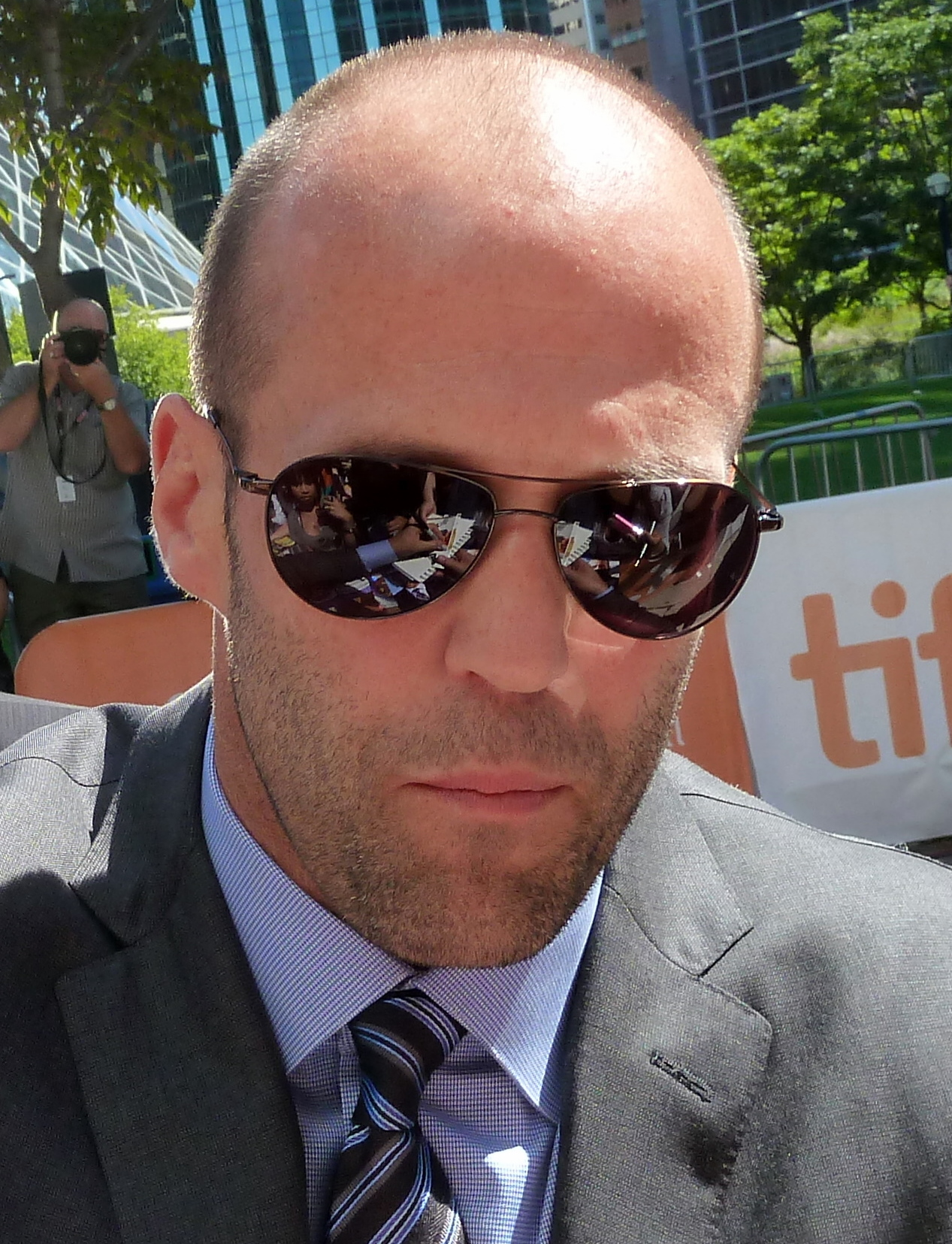
Jason Statham interprète Deckard Shaw
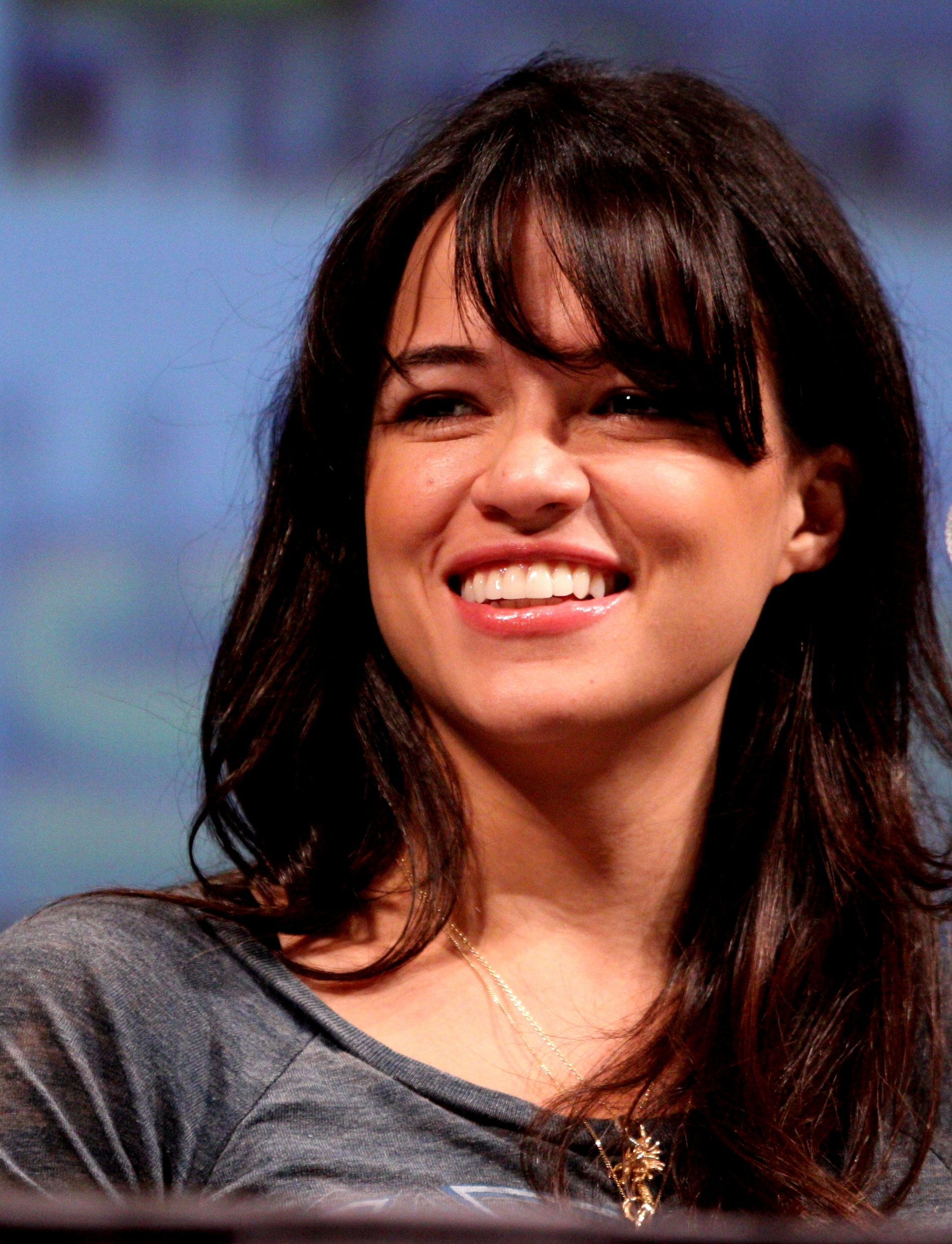
Michelle Rodriguez interprète Letty Ortiz
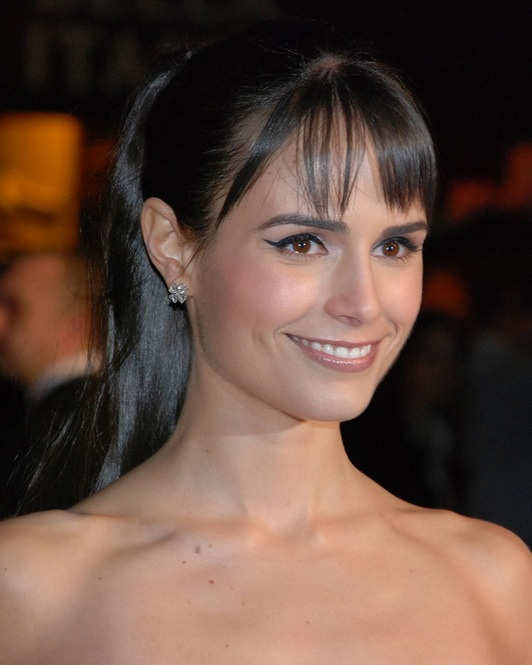
Jordana Brewster interprète Mia Toretto
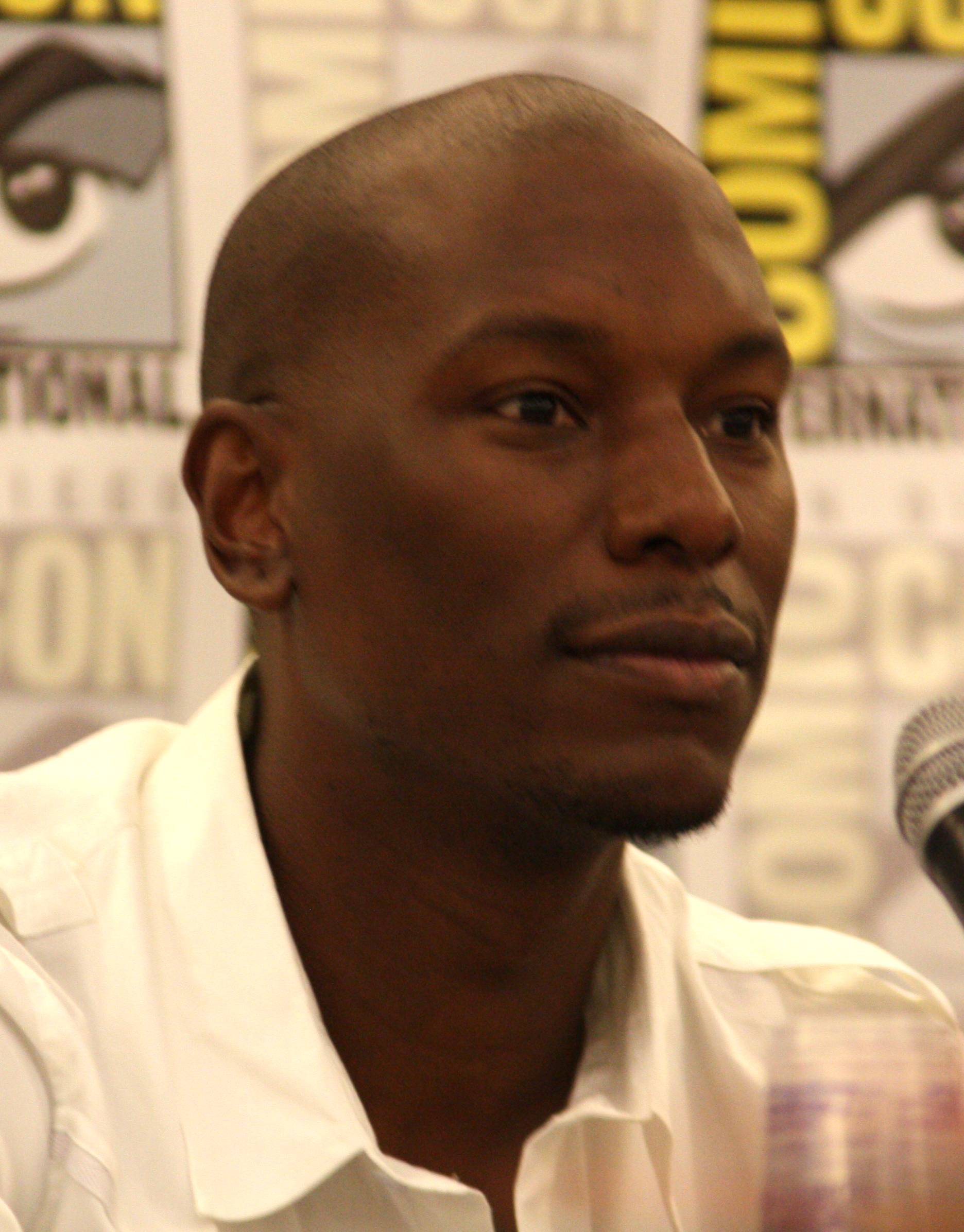
Tyrese Gibson interprète Roman Pearce
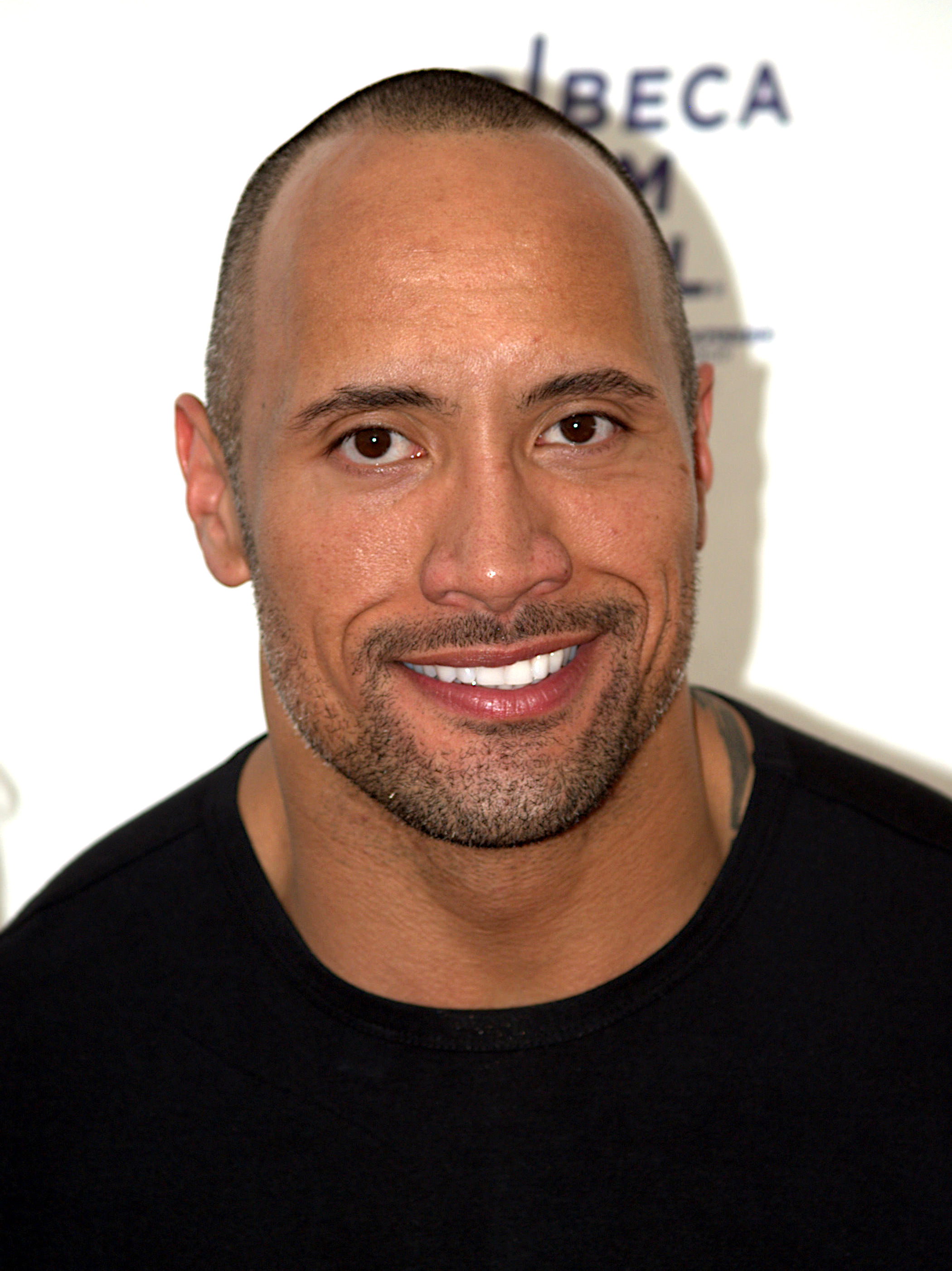
Dwayne Johnson interprète Luke Hobbs
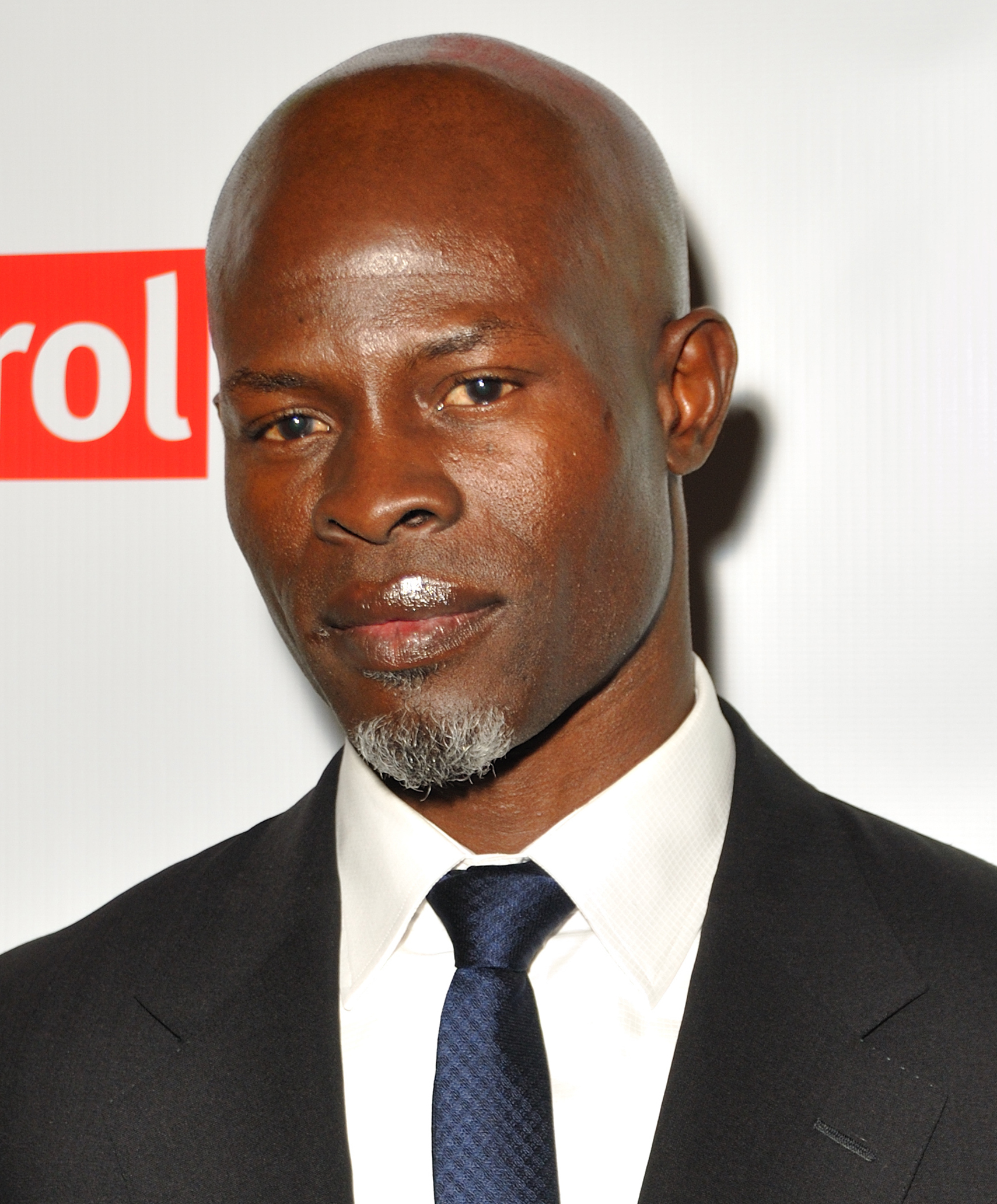
Djimon Hounsou interprète Mose Jakande
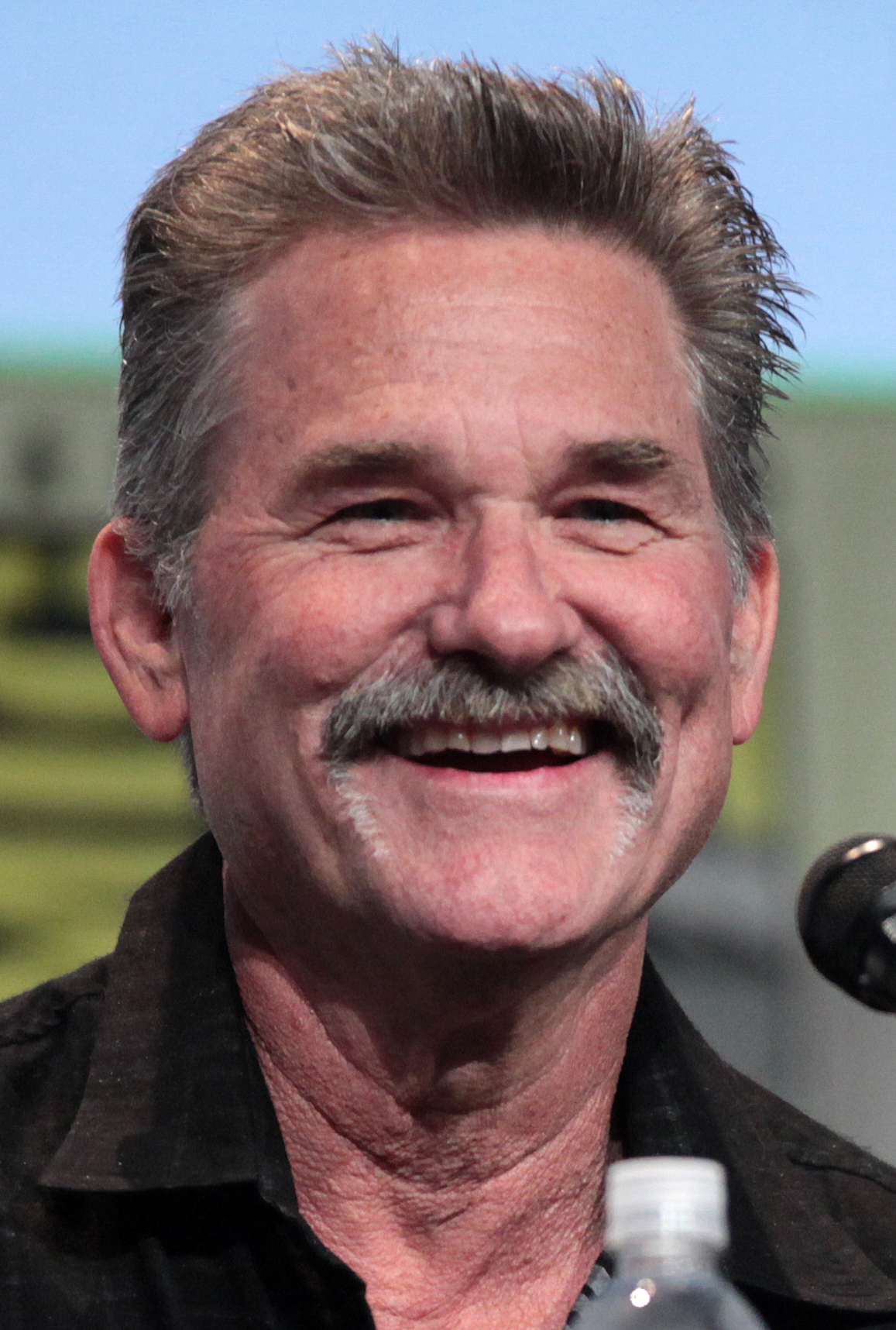
Kurt Russell interprète M. Personne
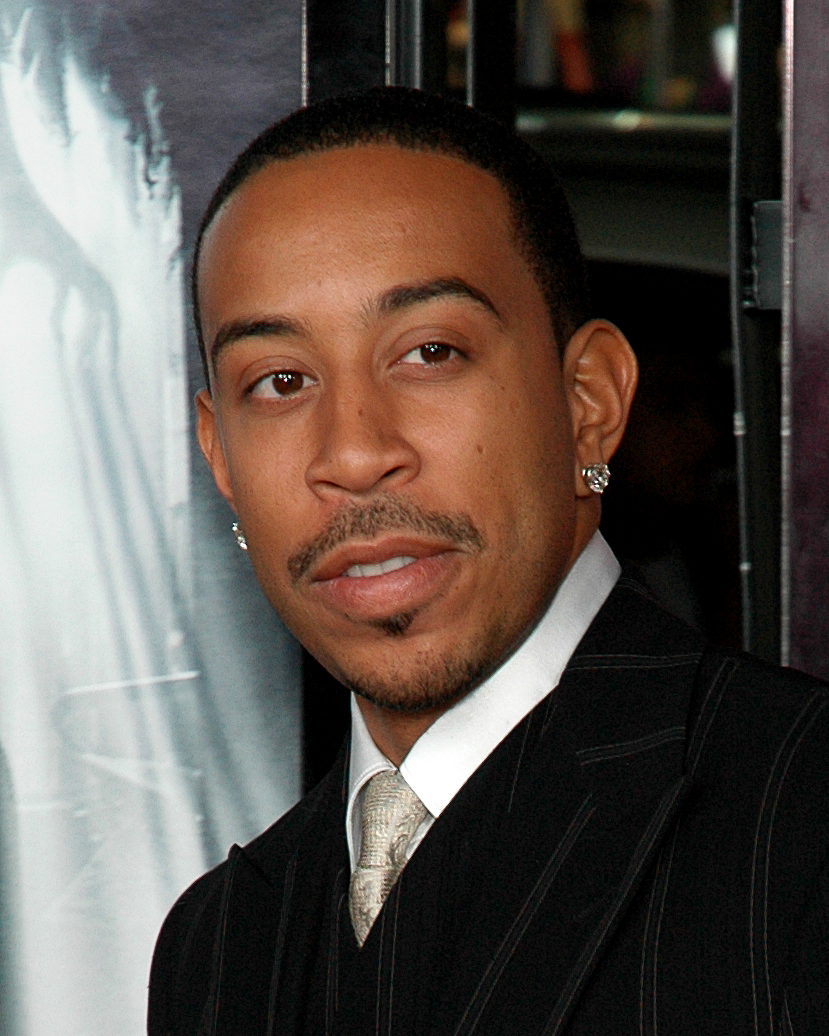
Chris « Ludacris » Bridges interprète Tej Parker

## Production

### Développement
Peu de temps après la sortie de Fast and Furious 6 au début de 2013, Fast and Furious 7 est annoncé.[réf. souhaitée]
Pour le rôle de Frank Petty, incarné par Kurt Russell, le premier choix était Denzel Washington qui le refusera pour conflit d'emploi du temps.

### Attribution des rôles
Fast and Furious 7 accueille deux nouveaux acteurs : Jason Statham, déjà apparu dans la scène post-générique du film précédent, dans le rôle du méchant Deckard Shaw, frère d'Owen Shaw joué par Luke Evans, méchant du film précédent, et Kurt Russell dans le rôle de M. Personne (Mr Nobody en VO), haut gradé des services secrets américains.
Le casting est international avec Nathalie Emmanuel, actrice britannique de la série Game of Thrones qui rejoint la distribution dans le rôle de la hackeuse Ramsay, l'acteur américano-béninois Djimon Hounsou qui apparaît dans le rôle du mercenaire Mose Jakande et l'acteur thaïlandais Tony Jaa qui joue Louie Kiet, un homme de main de ce dernier.
Lucas Black, qui a incarné le personnage de Sean Boswell dans Fast and Furious: Tokyo Drift reprend son rôle dans ce film, neuf ans après sa dernière apparition dans la saga. Il apparaît lors d'une scène du film ou Dom se rend à Tokyo, après avoir appris la mort de Han, afin de rapatrier son corps, de récupérer ses affaires et d'en apprendre plus sur les circonstances de sa disparition. À noter que cette scène prend place immédiatement après la course disputée à la suite de la scène de fin de Fast and Furious: Tokyo Drift où Dom apparaît de manière surprise afin de défier le nouveau Drift King, Sean Boswell, et se présentait comme un membre de la famille de Han, et ce bien que les deux acteurs soient âgés de neuf ans de plus. Pour les besoins du raccord entre les deux scènes, Lucas Black et le rappeur Bow Wow qui joue le rôle de son ami Twinkie, apparaissent juste avant dans une scène extraite de Tokyo Drift lorsque Twinkie annonce à Sean l'arrivée de Dom qui souhaite le défier. À la suite de ce film, il a été annoncé que Lucas Black pourrait bien reprendre son rôle dans les films suivants comme nouveau personnage récurrent de l'équipe de Dom afin de combler le vide à la suite de la disparition du personnage de Han mais aussi à la suite du départ des personnages de Brian et Mia.

### Tournage
Le tournage débute entre l'été et la rentrée 2013 et se déroule entre autres au Moyen-Orient, à Tokyo et à Los Angeles.
Le tournage est marqué par le décès de Paul Walker le 30 novembre 2013 à la suite d'un accident de voiture à Santa Clarita en Californie,. Il est ensuite révélé que l'acteur devait encore tourner de nombreuses scènes importantes, le tournage est alors suspendu en attendant une réécriture du scénario, permettant de conserver au maximum les scènes déjà tournées par l'acteur,. Le tournage du film reprend en janvier 2014. Cody, le frère de Paul Walker, cascadeur pour le cinéma, est envisagé pour le remplacer pour certaines scènes. Finalement, le tournage reprend en avril 2014, avec les frères de Paul Walker, Cody et Caleb Walker. Ces derniers vont terminer les scènes que Paul Walker devait encore tourner.
Cette réécriture partielle du scénario conduit au départ du personnage de Brian ainsi que celui de Mia, tous deux absents du film suivant.

## Bande originale

### Original Motion Picture Soundtrack
Bandes originales de Fast and Furious
Fast and Furious 6
(2013) Fast and Furious 8
(2017)
Atlantic Records commercialise l'album Furious 7 Original Motion Picture Soundtrack qui contient des chansons rap et electro présentes dans le film. Par ailleurs, on peut entendre dans le film la chanson Boneless de Steve Aoki, Chris Lake et Tujamo, qui n'est pas présente sur l'album.
Liste des titres
| No  | Titre                            | Interprète(s)                                  | Durée |
| --- | -------------------------------- | ---------------------------------------------- | ----- |
| 1.  | Ride Out                         | Kid Ink, Tyga, Wale, YG & Rich Homie Quan      | 3:31  |
| 2.  | Off-Set                          | T.I. & Young Thug                              | 3:13  |
| 3.  | How Bad Do You Want It (Oh Yeah) | Sevyn Streeter                                 | 3:44  |
| 4.  | Get Low                          | Dillon Francis & DJ Snake                      | 3:33  |
| 5.  | Go Hard or Go Home               | Wiz Khalifa & Iggy Azalea                      | 3:52  |
| 6.  | My Angel                         | Prince Royce                                   | 3:10  |
| 7.  | See You Again                    | Wiz Khalifa featuring Charlie Puth             | 3:49  |
| 8.  | Payback                          | Juicy J, Kevin Gates, Future & Sage the Gemini | 3:58  |
| 9.  | Blast Off                        | David Guetta & Kaz James                       | 3:08  |
| 10. | Six Days (remix)                 | DJ Shadow featuring Mos Def                    | 3:52  |
| 11. | Ay Vamos                         | J Balvin featuring French Montana & Nicky Jam  | 4:55  |
| 12. | G.D.F.R. (Noodles Remix)         | Flo Rida featuring Sage the Gemini & Lookas    | 4:23  |
| 13. | Turn Down for What               | DJ Snake & Lil Jon                             | 3:34  |
| 14. | Meneo                            | Fito Blanko                                    | 3:44  |
| 15. | I Will Return                    | Skylar Grey                                    | 3:56  |
| 16. | Whip (titre bonus)               | Famous to Most                                 | 3:41  |

### Original Motion Picture Score
Albums de Brian Tyler
Black Storm
(2014) Avengers : L'Ère d'Ultron
(2015)
La musique originale du film est composée par Brian Tyler. Il avait déjà réalisé celles de Fast and Furious: Tokyo Drift, Fast and Furious 4 et Fast and Furious 5.
Liste des titres
| No  | Titre                                | Durée |
| --- | ------------------------------------ | ----- |
| 1.  | Furious 7                            | 2:57  |
| 2.  | Paratroopers                         | 3:11  |
| 3.  | Awakening                            | 3:21  |
| 4.  | Operation Ramsey                     | 2:12  |
| 5.  | Battle Of The Titans                 | 1:59  |
| 6.  | Parting Ways                         | 2:22  |
| 7.  | Mountain Hijack                      | 2:04  |
| 8.  | Homecoming                           | 2:05  |
| 9.  | Beast In A Cage                      | 3:06  |
| 10. | Homefront                            | 3:02  |
| 11. | Vow For Revenge                      | 2:24  |
| 12. | Party Crashers                       | 5:44  |
| 13. | The Three Towers                     | 3:14  |
| 14. | God's Eye                            | 2:55  |
| 15. | When Worlds Collide                  | 2:35  |
| 16. | Remembrance                          | 1:40  |
| 17. | Hobbs Is The Cavalry                 | 2:31  |
| 18. | Operation Carjack                    | 3:47  |
| 19. | A Completely Insane Plan             | 3:47  |
| 20. | Letty and Dom                        | 2:25  |
| 21. | Heist In The Desert                  | 1:57  |
| 22. | No More Funerals                     | 3:15  |
| 23. | Hobbs vs Shaw                        | 3:21  |
| 24. | Connected                            | 1:24  |
| 25. | About To Get Real Serious Up In Here | 2:53  |
| 26. | Family                               | 2:12  |
| 27. | One Last Stand                       | 2:55  |
| 28. | Farewell                             | 1:24  |

## Accueil

### Sortie
Initialement prévue pour le 11 juillet 2014 aux États-Unis, la date de sortie est repoussée au 10 avril 2015 en raison des remaniements liés au décès de Paul Walker. Finalement, en juillet 2014, la date de sortie américaine est avancée au 3 avril 2015 et la sortie française est annoncée pour le 1er avril 2015.

### Accueil critique
Fast and Furious 7 a reçu des critiques positives, les critiques louant les décors d'action et les performances du film, ainsi que son hommage émouvant à Walker. Le site Rotten Tomatoes signale 81 % sur 265 avis de clients et une note moyenne de 6,69⁄10. Le consensus critique du site se lit comme suit: "Fast and Furious 7 maintient la franchise de plus d'une manière". Sur Metacritic, le film a une note de 67⁄100, sur la base de 44 critiques indiquant des "critiques généralement favorables". Dans les sondages CinemaScore menés au cours du week-end d'ouverture, les spectateurs ont attribué à Furious 7 la note moyenne «A» de A à F.
En France, le film reçoit des critiques très positives. Le site d'Allociné propose une moyenne de 4.1⁄5 à partir de l'interprétation des critiques de presse.

### Box-office
| Pays ou région    | Box-office        | Date d'arrêt du box-office | Nombre de semaines |
| ----------------- | ----------------- | -------------------------- | ------------------ |
| États-Unis Canada | 353 007 020 $     | 24 juillet 2015            | 11                 |
| France            | 4 637 718 entrées | 10 juin 2015               | 11                 |
| Chine             | 390 910 000 $     | 17 mai 2015                | 5                  |
| Russie            | 34 016 389 $      | 10 mai 2015                | 5                  |
| Royaume-Uni       | 59 927 904 $      | 24 mai 2015                | 8                  |
| Japon             | 30 810 953 $      | 31 mai 2015                | 7                  |
| Total mondial     | 1 515 255 622 $   | 24 juillet 2015            | 11                 |

Aux États-Unis, le film réalise 67,3 millions de dollars pour son premier jour d'exploitation, soit le 10e meilleur premier jour de l'histoire. Dès son premier jour, ce 7e film dépasse le total des recettes nord-américaines (États-Unis et Canada) de Fast and Furious: Tokyo Drift, qui avait totalisé 62 514 415 $ en 14 semaines,. Pour son premier week-end d'exploitation nord-américaine, il totalise plus de 143 millions de dollars de recettes et devient ainsi le 9e meilleur démarrage de tous les temps.
Le 12 avril 2015, Fast and Furious 7 devient le plus gros succès de la série Fast and Furious. Le 17 avril, Fast and Furious 7 devient le 20e film à franchir le seuil du milliard de dollars de recettes au box-office mondial. C'est le film le plus rapide de l'histoire à dépasser ce seuil, en seulement 17 jours, (record battu depuis par Star Wars, épisode VII : Le Réveil de la Force).
Fast and Furious 7 est le 11e plus gros succès du box-office mondial.
En Chine, le film bat le record national du nombre d'entrées avec 64 millions d'entrées pour 400 millions d'USD, ce qui représente le plus gros marché mondial pour le film.
En France, le film totalise 4 637 718 entrées, c'est le plus grand succès de la carrière de Jason Statham et aussi le film de la saga qui a attiré le plus de spectateurs dans le pays.

## Distinctions
Entre 2015 et 2017, Fast and Furious 7 a été sélectionné 71 fois dans diverses catégories et a remporté 35 récompenses.

### 2015
| Festivals de cinéma                                                                       | Catégorie / Récompense | Nommé(es) / Lauréat(es) | Nommé(es) / Lauréat(es) |
| ----------------------------------------------------------------------------------------- | --- | --- | ----------------------- |
| Association des critiques de cinéma de Saint-Louis                                        | Meilleure chanson | pour la chanson See You Again | Nomination              |
| Association des critiques de cinéma de Saint-Louis                                        | Mérite spécial (pour la meilleure scène, technique cinématographique ou autre aspect ou moment mémorable)                        | Scène d'adieu entre Vin Diesel et Paul Walker | Nomination              |
| Association des critiques de films afro-américains (AAFCA)                                | Prix AAFCA de la Meilleure chanson                                                                                               | pour la chanson See You Again | Lauréat                 |
| Communauté du circuit des récompenses (Awards Circuit Community Awards (ACCA))            | ACCA de la Meilleure chanson originale                                                                                           | pour la chanson See You Again | Lauréat                 |
| Communauté du circuit des récompenses (Awards Circuit Community Awards (ACCA))            | Meilleur ensemble de cascades | - | Nomination              |
| Festival du film chinois américain (C.A.F.F.) (Chinese American Film Festival (C.A.F.F.)) | Prix de l'ange d'or de la Meilleure actrice                                                                                      | Michelle Rodriguez | Lauréat                 |
| Festival international du film de Capri Hollywood (Capri, Hollywood)                      | Prix Capri de la Chanson originale                                                                                               | pour la chanson See You Again | Lauréat                 |
| Livre Guinness des records                                                                | Guinness - Record du monde du temps le plus rapide pour un film de gagner 1 milliard de dollars au box-office mondial (17 jours) | James Wan | Lauréat                 |
| Prix de la bande-annonce d'or                                                             | Prix de la Toison d'or du Meilleur spot TV de film d'action                                                                      | Universal Pictures et AV Squad | Lauréat                 |
| Prix de la bande-annonce d'or                                                             | Prix de la bande-annonce d’or de la Meilleure bande-annonce de film d’action                                                     | Universal Pictures et AV Squad | Lauréat                 |
| Prix de la bande-annonce d'or                                                             | Prix de la bande-annonce d’or du Meilleur du spectacle                                                                           | Universal Pictures et AV Squad | Lauréat                 |
| Prix de la bande-annonce d'or                                                             | Meilleure musique | Universal Pictures et AV Squad | Nomination              |
| Prix de la bande-annonce d'or                                                             | Meilleur montage sonore | Universal Pictures et AV Squad | Nomination              |
| Prix de la bande-annonce d'or                                                             | Meilleur spot TV musical | Universal Pictures et AV Squad | Nomination              |
| Prix du cinéma hollywoodien                                                               | Prix Blockbuster hollywoodien | James Wan | Lauréat                 |
| Prix du cinéma hollywoodien                                                               | Prix du film hollywoodien de la Chanson de l'année                                                                               | Wiz Khalifa et Charlie Puth (pour la chanson See You Again)                                                                                          | Lauréat                 |
| Prix du cinéma hollywoodien                                                               | Prix du film hollywoodien | James Wan | Lauréat                 |
| Prix IGN du cinéma d'été (IGN Summer Movie Awards)                                        | Meilleur film d'action | Fast & Furious 7 | Nomination              |
| Prix du jeune public                                                                      | Prix du jeune public du Meilleur film d'action                                                                                   | Fast & Furious 7 | Lauréat                 |
| Prix du jeune public                                                                      | Prix du jeune public du Meilleur acteur dans un film d'action                                                                    | Paul Walker (La nomination de Paul Walker est posthume)                                                                                              | Lauréat                 |
| Prix du jeune public                                                                      | Meilleur acteur dans un film d'action                                                                                            | Vin Diesel | Nomination              |
| Prix du jeune public                                                                      | Meilleure actrice dans un film d'action                                                                                          | Jordana Brewster | Nomination              |
| Prix du jeune public                                                                      | Meilleure actrice dans un film d'action                                                                                          | Michelle Rodriguez | Nomination              |
| Prix du jeune public                                                                      | Meilleur méchant | Jason Statham | Nomination              |
| Prix du jeune public                                                                      | Meilleure alchimie | Vin Diesel, Paul Walker, Michelle Rodriguez, Jordana Brewster, Dwayne Johnson, Tyrese Gibson et Ludacris (La nomination de Paul Walker est posthume) | Nomination              |
| Prix Schmoes d'or (Golden Schmoes Awards)                                                 | Film le plus surestimé de l'année                                                                                                | Fast & Furious 7 | Nomination              |
| Société des critiques de films de Las Vegas                                               | Prix Sierra de la Meilleure chanson                                                                                              | pour la chanson See You Again | Lauréat                 |
| Société des critiques de films de Phoenix                                                 | Prix PFCS de la Meilleure chanson originale                                                                                      | pour la chanson See You Again | Lauréat                 |

### 2016
| Festivals de cinéma                                                                                       | Catégorie / Récompense                                                              | Nommé(es) / Lauréat(es)                                                               | Nommé(es) / Lauréat(es) |
| --- | ----------------------------------------------------------------------------------- | ------------------------------------------------------------------------------------- | ----------------------- |
| Académie des films de science-fiction, fantastique et d'horreur - Prix Saturn                             | Prix Saturn du Meilleur film d'action ou d'aventure                                 | Fast & Furious 7                                                                      | Lauréat                 |
| Académie des films de science-fiction, fantastique et d'horreur - Prix Saturn                             | Meilleur montage                                                                    | Christian Wagner, Dylan Highsmith, Kirk M. Morri et Leigh Folsom Boyd                 | Nomination              |
| Académie des films de science-fiction, fantastique et d'horreur - Prix Saturn                             | Meilleure version DVD / Blu-Ray édition spéciale                                    | Fast & Furious 7 (Pour l'édition étendue)                                             | Nomination              |
| Association du cinéma et de la télévision en ligne (Online Film & Television Association)                 | Prix OFTA de la Meilleure musique, chanson originale                                | Charlie Puth et DJ Frank E (pour la chanson See You Again)                            | Lauréat                 |
| Association du cinéma et de la télévision en ligne (Online Film & Television Association)                 | Meilleure coordination de cascades                                                  | Spiro Razatos, Javier Diaz, Jeff Imada, David Ismalone et Joel Kramer                 | Nomination              |
| Association des critiques de cinéma                                                                       | Prix Critics' Choice de la Meilleure chanson                                        | pour la chanson See You Again                                                         | Lauréat                 |
| Association des critiques de cinéma                                                                       | Meilleur film d'action                                                              | Fast & Furious 7                                                                      | Nomination              |
| Association des critiques de cinéma de Géorgie (Georgia Film Critics Association Awards)                  | Prix GAFCA de la Meilleure chanson originale                                        | pour la chanson See You Again                                                         | Lauréat                 |
| Association des critiques de cinéma de Géorgie (Georgia Film Critics Association Awards)                  | Nommé au Prix Oglethorpe pour l'excellence du cinéma de Géorgie                     | James Wan et Chris Morgan                                                             | Nomination              |
| Association des critiques de cinéma de Seattle                                                            | Meilleure musique, chanson originale                                                | Charlie Puth, Wiz Khalifa, DJ Frank E et Andrew Cedar (pour la chanson See You Again) | Nomination              |
| Golden Globes                                                                                             | Meilleure chanson originale                                                         | Charlie Puth, Wiz Khalifa, DJ Frank E et Andrew Cedar (pour la chanson See You Again) | Nomination              |
| Guilde des maquilleurs et coiffeurs hollywoodiens (Hollywood Makeup Artist and Hair Stylist Guild Awards) | Prix Artisan du Meilleur maquillage contemporain dans un long métrage               | James MacKinnon, Autumn Butler et Roxy D'Alonzo                                       | Lauréat                 |
| Guilde des maquilleurs et coiffeurs hollywoodiens (Hollywood Makeup Artist and Hair Stylist Guild Awards) | Meilleure coiffure contemporaine dans un long métrage                               | Linda D. Flowers, Jennifer Santiago et Lisa Ann Wilson                                | Nomination              |
| Guilde des superviseurs de musique (Guild of Music Supervisors Awards)                                    | Prix GMS de la Meilleure chanson / enregistrement créé pour un film                 | Charlie Puth, Wiz Khalifa, DJ Frank E et Andrew Cedar (pour la chanson See You Again) | Lauréat                 |
| MTV Movie Awards                                                                                          | Prix MTV Movie de la Meilleure scène d'action                                       | -                                                                                     | Lauréat                 |
| MTV Movie Awards                                                                                          | Meilleure scène d’action                                                            | Vin Diesel                                                                            | Nomination              |
| MTV Movie Awards                                                                                          | Meilleur casting d'ensemble                                                         | -                                                                                     | Nomination              |
| Prix Bobine Noire                                                                                         | Prix Bobine Noire de la Meilleure chanson originale                                 | Charlie Puth, Wiz Khalifa, DJ Frank E et Andrew Cedar (pour la chanson See You Again) | Lauréat                 |
| Prix de la critique de cinéma de l'Iowa                                                                   | Prix IFC de la Meilleure chanson                                                    | Charlie Puth, Wiz Khalifa, DJ Frank E et Andrew Cedar (pour la chanson See You Again) | Lauréat                 |
| Prix du Derby d'or                                                                                        | Prix du Derby d'or de la Meilleure chanson originale                                | Charlie Puth, Wiz Khalifa, DJ Frank E et Andrew Cedar (pour la chanson See You Again) | Lauréat                 |
| Prix du film et de la télévision Screen Nation (Screen Nation Awards)                                     | Prix du film et de la télévision Screen Nation de la Performance féminine au cinéma | Nathalie Emmanuel                                                                     | Lauréat                 |
| Prix du public                                                                                            | Prix du public du Film de l'année                                                   | Fast & Furious 7                                                                      | Lauréat                 |
| Prix ETC Bollywood Business (ETC Bollywood Business Awards)                                               | Prix Bollywood Business du Film étranger le plus réussi                             | Fast & Furious 7                                                                      | Lauréat                 |
| Prix Grammy                                                                                               | Chanson de l'année                                                                  | Charlie Puth, Wiz Khalifa, DJ Frank E et Andrew Cedar (pour la chanson See You Again) | Nomination              |
| Prix Huading                                                                                              | Prix Huading de la Meilleure chorégraphie mondiale d'un film d’action               | Fast & Furious 7                                                                      | Lauréat                 |
| Prix Huading                                                                                              | Meilleur acteur mondial dans un film                                                | Vin Diesel                                                                            | Nomination              |
| Prix Huading                                                                                              | Meilleure actrice mondiale dans un film                                             | Michelle Rodriguez                                                                    | Nomination              |
| Prix Huading                                                                                              | Meilleur film mondial                                                               | Fast & Furious 7                                                                      | Nomination              |
| Prix internationaux du cinéma en ligne (INOCA) (International Online Cinema Awards (INOCA))               | Meilleure chanson originale                                                         | Charlie Puth, Wiz Khalifa, DJ Frank E et Andrew Cedar (pour la chanson See You Again) | Nomination              |
| Prix Jupiter                                                                                              | Meilleur film international                                                         | Fast & Furious 7                                                                      | Nomination              |
| Prix nationaux du cinéma (Royaume-Uni) (National Film Awards UK)                                          | Prix national du film de la Meilleure actrice                                       | Nathalie Emmanuel                                                                     | Lauréat                 |
| Prix nationaux du cinéma (Royaume-Uni) (National Film Awards UK)                                          | Meilleure performance révolutionnaire dans un film                                  | Nathalie Emmanuel                                                                     | Nomination              |
| Prix Satellites                                                                                           | Meilleure chanson originale                                                         | pour la chanson See You Again                                                         | Nomination              |
| Société des critiques de cinéma de Denver                                                                 | Prix DFCS de la Meilleure chanson originale                                         | Charlie Puth, Wiz Khalifa, DJ Frank E et Andrew Cedar (pour la chanson See You Again) | Lauréat                 |
| Société des critiques de cinéma de Houston                                                                | Meilleure chanson originale                                                         | Charlie Puth, Wiz Khalifa, DJ Frank E et Andrew Cedar (pour la chanson See You Again) | Nomination              |
| Société des effets visuels                                                                                | Meilleurs effets visuels dans une fonction photoréaliste                            | Mike Wassel, Karen M. Murphy, Martin Hill, Kelvin McIlwain et Daniel Sudick           | Nomination              |
| Syndicat des acteurs de cinéma et de télévision aux États-Unis                                            | Meilleure équipe de cascadeurs                                                      | -                                                                                     | Nomination              |
| Taurus - Prix mondiaux des cascades                                                                       | Prix Taureau de la Meilleure cascade automobile                                     | Steve Kelso                                                                           | Lauréat                 |
| Taurus - Prix mondiaux des cascades                                                                       | Prix Taureau de la Meilleure cascade automobile                                     | Henry Kingi, Steve Kelso, Jack Gill, Jalil Jay Lynch et Jimmy N. Roberts              | Lauréat                 |
| Taurus - Prix mondiaux des cascades                                                                       | Prix Taureau de la Meilleure cascadeuse                                             | Linda Jewell                                                                          | Lauréat                 |
| Taurus - Prix mondiaux des cascades                                                                       | Meilleur combat                                                                     | Jace Jeanes                                                                           | Nomination              |
| Taurus - Prix mondiaux des cascades                                                                       | Meilleur coordinateur de cascade et / ou réalisateur de la 2e équipe                | Spiro Razatos, Jack Gill, Andy Gill, Joel Kramer et Universal Studios                 | Nomination              |

### 2017
| Festivals de cinéma | Catégorie / Récompense    | Nommé(es) / Lauréat(es)        | Nommé(es) / Lauréat(es) |
| ------------------- | ------------------------- | ------------------------------ | ----------------------- |
| Prix MTV Movie & TV | Prix de la génération MTV | Franchise Fast and the Furious | Lauréat                 |

## Suites
Dans une interview en mai 2013, Vin Diesel a déclaré que Fast and Furious 7 serait une « nouvelle trilogie dans l'histoire de la saga ». « La direction des Fast and Furious 7, 8 et 9 est déjà claire et bien définie » a ajouté Vin Diesel. À la suite du décès de Paul Walker en novembre 2013, la question d'une suite à cet opus est posée, en raison des remaniements que cela impliquerait. Cependant, certains médias suggèrent que la saga continuera, même sous une autre forme. Par ailleurs, au cours d'une interview en avril 2015, Vin Diesel a brièvement évoqué un 8e opus qui pourrait se dérouler à New York.
Côté casting, Vin Diesel devrait reprendre son rôle ainsi que Lucas Black en tant que nouveau personnage principal. Eva Mendes, qui interprète Monica Fuentes dans le deuxième film et en caméo dans le cinquième film, est pressentie pour faire son grand retour dans le huitième film. Le 18 mai 2015, on apprend que Dwayne Johnson reviendra pour le huitième volet de la franchise en 2017. Helen Mirren a déclaré qu'elle aimerait rejoindre la saga.
La sortie de Fast and Furious 8 est confirmée pour le 14 avril 2017 aux États-Unis. À noter que Cole Hauser sera peut être de retour dans la saga dans la 8e édition.

## Éditions en vidéo
- DVD et Blu-Ray :[réf. souhaitée]
  - France : 4 août 2015
  - États-Unis et Canada : 15 septembre 2015